# Marissa Johnson
Marissa Johnson, née en 1990 ou en 1991, est une activiste américaine devenue célèbre après avoir interrompu le candidat à l’élection présidentielle américaine Bernie Sanders lors d’un meeting à Seattle en août 2015. Son militantisme est lié au mouvement Black Lives Matter,. Elle est la fondatrice d’une association basée à Seattle, Outside Agitators 206, qui fut démantelée quand elle devint la cofondatrice du chapitre de Seattle du mouvement Black Lives Matter, aux alentours de l’année 2015.

## Activisme
Johnson s’était déjà faite remarquée dans les médias à Seattle et au-delà pour son engagement et sa perturbation des réunions publiques avant que ne se produise l'incident de Sanders. Elle a organisé un die-in dans un centre commercial du centre-ville de Seattle en novembre 2014, ce qui entraîna sa fermeture pendant le Black Friday 2014,,. Lors d'une réunion du conseil municipal en janvier 2015 pour discuter de l'utilisation de caméras corporelles par la police municipale, elle a provoqué la suspension de la réunion et a déclaré : « Je n'ai pas besoin d'une vidéo personnelle de mon oppression ».
Johnson a un père noir et une mère blanche, et elle se décrit elle-même comme étant une chrétienne évangélique,. Elle a cité sa foi comme motivation de son militantisme, disant que la « suprématie blanche est un péché ». Elle est diplômée en théologie de la Seattle Pacific University depuis 2013. Après ses études, elle travailla en tant que nounou,. Certaines personnes ont déclaré qu'elle avait été « diffamée » en tant que militante du mouvement Tea Party, et elle a déclaré que ses parents étaient membres du Tea Party lorsqu'elle vivait avec eux. Johnson a déclaré qu'elle avait déjà soutenu Sarah Palin en tant que candidate politique nationale et a critiqué les « libéraux blancs » pour être comme Rachel Dolezal,.

## Controverses
Pendant le leadership de Johnson, le chapitre de Seattle du mouvement Black Lives Matter a été critiqué pour avoir toléré des remarques antisémites lors de rassemblements à proximité de l'Uncle Ike's Pot Shop, dont le propriétaire a été accusé de gentrifier un quartier traditionnellement noir,,.

## Publications
- (en) Marissa Jenae Johnson et Leslie Mac, So You Wanna Be an Ally : Or How Not to Be a Racist Asshole, 2019 (ISBN 978-1094027593)